# Miconia ovata
Miconia ovata är en tvåhjärtbladig växtart som beskrevs av Célestin Alfred Cogniaux. Miconia ovata ingår i släktet Miconia och familjen Melastomataceae. Inga underarter finns listade i Catalogue of Life.